# I liga chilijska w piłce nożnej (2001)
I liga chilijska w piłce nożnej (2001)
Mistrzem Chile został klub Santiago Wanderers, natomiast wicemistrzem Chile  - CD Universidad Católica.
Do Copa Libertadores w roku 2002 zakwalifikowały się następujące kluby:
- Santiago Wanderers - mistrz Chile
- CD Universidad Católica - wicemistrz Chile
- Cobreloa - Liguilla Pre-Libertadores

Do Copa Mercosur w roku 2001 zakwalifikowały się następujące kluby:
- CD Universidad Católica
- CSD Colo-Colo
- Club Universidad de Chile

Do II ligi spadły 2 kluby:
- CD O’Higgins - przedostatni w tabeli końcowej
- Puerto Montt - ostatni w tabeli końcowej

Do I ligi awansowały 2 kluby:
- Temuco - mistrz drugiej ligi
- CD Cobresal - wicemistrz drugiej ligi

## Primera División de Chile 2001

### Kolejka 1
| Data         | Mecz |
| ------------ | --- |
| 3 marca 2001 | Santiago Morning - CD Huachipato 2:2 Joel Antonio Reyes 24, Fernando Patricio Martel 61k - Sergio Alejandro Gioino 20, Manuel López 33 |
| 3 marca 2001 | CD O’Higgins - Santiago Wanderers 0:5 Christian Gálvez Núñez 33, Luis Mori 43s, Silvio Fernández 61, 65, Joel Antonio Soto 84          |
| 3 marca 2001 | CSD Colo-Colo - Puerto Montt 2:0 Sebastián Ignacio González 38, Sebastián Rozental 59                                                  |
| 3 marca 2001 | Unión San Felipe - Cobreloa 1:1 José Omar Fuentes 78k - Fernando Cornejo 81                                                            |
| 4 marca 2001 | Concepción - CSD Rangers 0:1 César Muena 15k                                                                                           |
| 4 marca 2001 | Audax Italiano - CD Universidad Católica 0:2 Arturo Norambuena 38, 70                                                                  |
| 4 marca 2001 | Unión Española - CD Palestino 1:2 Pablo Ortega 93 - Dwight Pezarossi 30, Ariel Segalla 66k                                             |
| 4 marca 2001 | Coquimbo Unido - Club Universidad de Chile 2:1 Axel Ahumada 20, 61 - Marcos González 70                                                |

### Kolejka 2
| Data          | Mecz |
| ------------- | --- |
| 10 marca 2001 | Unión San Felipe - CD O’Higgins 5:1 Manuel Abréu 7, Marcelo Enrique Corrales 17, 53, José Omar Fuentes 41, Axel Ahumada 68 - Aníbal González 63 |
| 10 marca 2001 | Cobreloa - Unión Española 1:1 Paolo Vivar 9 - Manuel Neira 4                                                                                    |
| 10 marca 2001 | CD Palestino - Coquimbo Unido 0:1 Axel Ahumada 92                                                                                               |
| 10 marca 2001 | Club Universidad de Chile - Concepción 4:0 Rodrigo Barrera 9, Diego Rivarola 13, Flavio Maestri 72, Moisés Ávila 89                             |
| 10 marca 2001 | CSD Rangers - Santiago Morning 3:1 Nelson Garrido 42, Julio César Ortellado 55, Eladio Rojas Reyes 65 - Gustavo Javier Biscayzacú 38            |
| 10 marca 2001 | Puerto Montt - Audax Italiano 1:0 Juan Quiroga 65                                                                                               |
| 11 marca 2001 | CD Huachipato - CSD Colo-Colo 1:0 Luis Ceballos 73                                                                                              |
| 11 marca 2001 | CD Universidad Católica - Santiago Wanderers 2:2 José Luis Díaz 48, Miguel Ramírez 76 - Christian Gálvez Núñez 35, Joel Antonio Soto 88         |

### Kolejka 3
| Data          | Mecz |
| ------------- | --- |
| 17 marca 2001 | Coquimbo Unido - Cobreloa 2:1 Ariel Pereyra 20, Marcelo Jara 29 - Julio César Baldivieso 68                                                                                     |
| 17 marca 2001 | CD O’Higgins - CD Universidad Católica 4:1 Alcidio Fleitas 48, 56, Roy González 76, Darío Gálvez 86 - Arturo Norambuena 88                                                      |
| 17 marca 2001 | Unión Española - Unión San Felipe 2:1 Manuel Neira 54, 66 - Marcelo Enrique Corrales 12                                                                                         |
| 18 marca 2001 | CSD Colo-Colo - CSD Rangers 5:3 Héctor Santiago Tapia 18, 43, 58, Raúl Muñoz 80, Sebastián Rozental 91 - Ramón Tapia 59, 80, César Muena 68k                                    |
| 18 marca 2001 | Santiago Morning - Club Universidad de Chile 3:4 Gustavo Javier Biscayzacú 16, 55, Esteban Paredes 91 - Pedro González 45, Moisés Ávila 50, Diego Rivarola 75, David Pizarro 82 |
| 18 marca 2001 | Concepción - CD Palestino 1:2 Marcos Bautista 84 - Miguel Ángel Castillo 5, Andrés Bayas 88                                                                                     |
| 18 marca 2001 | Santiago Wanderers - Puerto Montt 2:0 Leonardo Romay 38, Silvio Fernández 71 |
| 18 marca 2001 | Audax Italiano - CD Huachipato 0:0 |

### Kolejka 4
| Data            | Mecz |
| --------------- | --- |
| 31 marca 2001   | Club Universidad de Chile - CSD Colo-Colo 1:1 Pedro González 51 - Marcelo Miranda 69                                                                                                |
| 31 marca 2001   | Unión San Felipe - Coquimbo Unido 4:1 Marcelo Enrique Corrales 41, 62, 71, Manuel Abréu 50 - Axel Ahumada 81                                                                        |
| 31 marca 2001   | Cobreloa - Concepción 1:2 Rodrigo Antonio Pérez 70 - Carlos Verdugo 65, Patricio Almendra 68                                                                                        |
| 31 marca 2001   | CD Palestino - Santiago Morning 1:0 Ariel Segalla 88 |
| 1 kwietnia 2001 | Puerto Montt - CD Universidad Católica 2:5 Juan Quiroga 32k, 57k - José Luis Díaz 24, Francisco Arrué 46, 59, Leonardo Monje 50, Miguel Andrés Ponce 73                             |
| 1 kwietnia 2001 | CD Huachipato - Santiago Wanderers 3:4 Cristián Eduardo Reynero 43, Sergio Alejandro Gioino 58, Mario Salgado 71 - Christian Gálvez Núñez 20, Héctor Barra 41, Héctor Robles 80, 88 |
| 1 kwietnia 2001 | Unión Española - CD O’Higgins 2:1 Ricardo Queraltó 78, Luis Medina 86 - Pedro Rivera 33                                                                                             |
| 1 kwietnia 2001 | CSD Rangers - Audax Italiano 1:2 Ramón Tapia 31 - Luis Díaz 21, César Díaz 27 |

### Kolejka 5
| Data            | Mecz |
| --------------- | --- |
| 1 kwietnia 2001 | Santiago Morning - Cobreloa 1:2 Gustavo Javier Biscayzacú 55 - Juan Carlos Madrid 12, Julio César Baldivieso 49                |
| 1 kwietnia 2001 | Audax Italiano - Club Universidad de Chile 2:3 Luis Díaz 10, César Díaz 85 - Diego Rivarola 37, Rodrigo Barrera 57, Arílson 90 |
| 1 kwietnia 2001 | Coquimbo Unido - Unión Española 0:1 Luis Medina 30                                                                             |
| 1 kwietnia 2001 | CD Universidad Católica - CD Huachipato 2:1 José Luis Díaz 66, 88 - Cristián Eduardo Reynero 80                                |
| 8 kwietnia 2001 | CSD Colo-Colo - CD Palestino 2:0 Sebastián Rozental 58, Héctor Santiago Tapia 78                                               |
| 8 kwietnia 2001 | Santiago Wanderers - CSD Rangers 1:1 Silvio Fernández 43k - Eladio Rojas Reyes 63                                              |
| 8 kwietnia 2001 | Concepción - Unión San Felipe 1:1 Cristián Montecinos 10 - Miguel Ángel Romero 28                                              |
| 8 kwietnia 2001 | CD O’Higgins - Puerto Montt 2:3 Aníbal González 19, Pedro Rivera 74 - Rodrigo Garrido 12, Francis Ferrero, Juan Quiroga 68k    |

### Kolejka 6
| Data             | Mecz |
| ---------------- | --- |
| 14 kwietnia 2001 | Unión Española - Concepción 2:1 Manuel Neira 55, Nicolás Córdova 61 - Carlos Verdugo 80                              |
| 14 kwietnia 2001 | Unión San Felipe - Santiago Morning 1:0 Marcelo Enrique Corrales 65                                                  |
| 14 kwietnia 2001 | CD Palestino - Audax Italiano 1:0 Marcelo Caro 90k                                                                   |
| 14 kwietnia 2001 | CSD Rangers - CD Universidad Católica 0:0                                                                            |
| 15 kwietnia 2001 | Coquimbo Unido - CD O’Higgins 1:2 José González 45 - Marcelo Medina 51, Aníbal González 73                           |
| 15 kwietnia 2001 | Cobreloa - CSD Colo-Colo 2:0 Paolo Vivar 45, Nicolás Tagliani 53                                                     |
| 15 kwietnia 2001 | Club Universidad de Chile - Santiago Wanderers 0:0                                                                   |
| 15 kwietnia 2001 | CD Huachipato - Puerto Montt 3:1 Manuel López 38, Mario Salgado 54, Sergio Alejandro Gioino 65 - Francis Ferrero 60k |

### Kolejka 7
| Data             | Mecz |
| ---------------- | --- |
| 15 kwietnia 2001 | Audax Italiano - Cobreloa 1:0 Juan Martínez 55 |
| 15 kwietnia 2001 | CD O’Higgins - CD Huachipato 0:4 Luis Ceballos 54k, 56, 60, Sergio Alejandro Gioino 90                                                                        |
| 15 kwietnia 2001 | Concepción - Coquimbo Unido 1:2 Cristián Montecinos 41 - Ariel Pereira 27, Axel Ahumada 90                                                                    |
| 15 kwietnia 2001 | CSD Colo-Colo - Unión San Felipe 4:1 Sebastián Rozental 13, José Luis Sierra 39, Héctor Santiago Tapia 55, 74 - Miguel Ángel Romero 57                        |
| 29 kwietnia 2001 | Santiago Morning - Unión Española 3:5 Gustavo Javier Biscayzacú 12, 14, Esteban Paredes 26 - Manuel Neira 24, 38k, 90, Fernando Solís 35, Guillermo Beraza 66 |
| 29 kwietnia 2001 | Puerto Montt - CSD Rangers 1:1 Sandro Velazco 23 - Ramón Tapia 90                                                                                             |
| 29 kwietnia 2001 | CD Universidad Católica - Club Universidad de Chile 0:1 Pedro González 15                                                                                     |
| 29 kwietnia 2001 | Santiago Wanderers - CD Palestino 2:0 Silvio Fernández 21k, Héctor Robles 77                                                                                  |

### Kolejka 8
| Data        | Mecz |
| ----------- | --- |
| 5 maja 2001 | Unión Española - CSD Colo-Colo 3:3 Manuel Neira 23, 39, Víctor Fuentes 41 - Sebastián Ignacio González 16, Héctor Santiago Tapia 48, Sebastián Rozental 69k |
| 5 maja 2001 | CSD Rangers - CD Huachipato 1:1 Ramón Tapia 54 - Rodrigo Millar 19                                                                                          |
| 5 maja 2001 | CD Palestino - CD Universidad Católica 3:2 Dwight Pezzarossi 22, 58, 81 - José Luis Díaz 43, 68                                                             |
| 5 maja 2001 | Coquimbo Unido - Santiago Morning 3:0 Cristián Olivares 1, Ariel Pereyra 58, 86                                                                             |
| 5 maja 2001 | Unión San Felipe - Audax Italiano 1:0 Marcelo Enrique Corrales 81k                                                                                          |
| 6 maja 2001 | Club Universidad de Chile - Puerto Montt 3:1 Diego Rivarola 30, Sandro Velazco 60s, Rodrigo Barrera 81 - Elías Rodríguez 87                                 |
| 6 maja 2001 | Concepción - CD O’Higgins 1:0 Cristián Zapata 45 |
| 6 maja 2001 | Cobreloa - Santiago Wanderers 3:0 Juan Carlos Madrid 30, Duncan Olivares 60, Rafael Celedón 80                                                              |

### Kolejka 9
| Data         | Mecz |
| ------------ | --- |
| 12 maja 2001 | CD Universidad Católica - Cobreloa 0:1 Mauricio Dinamarca 58                                                              |
| 12 maja 2001 | CD Huachipato - Club Universidad de Chile 1:2 Sergio Alejandro Gioino 60 - Pedro González 4k, 57k                         |
| 12 maja 2001 | Santiago Morning - Concepción 1:2 Gustavo Javier Biscayzacú 31 - Cristián Zapata 28, Cristián Montecinos 70               |
| 13 maja 2001 | CSD Colo-Colo - Coquimbo Unido 0:0                                                                                        |
| 13 maja 2001 | CD O’Higgins - CSD Rangers 0:0                                                                                            |
| 13 maja 2001 | Puerto Montt - CD Palestino 0:1 Dwight Pezzarossi 35                                                                      |
| 13 maja 2001 | Audax Italiano - Unión Española 3:2 Daniel López 3, Juan Martínez 39, César Díaz 55 - Germán Tagle 23, Matías Guerrero 63 |
| 13 maja 2001 | Santiago Wanderers - Unión San Felipe 2:0 Silvio Fernández 20, Joel Antonio Soto 84                                       |

### Kolejka 10
| Data         | Mecz |
| ------------ | --- |
| 19 maja 2001 | Unión San Felipe - CD Universidad Católica 1:0 Marcelo Enrique Corrales 60                                                   |
| 19 maja 2001 | Coquimbo Unido - Audax Italiano 1:0 Ariel Pereyra 22                                                                         |
| 19 maja 2001 | Unión Española - Santiago Wanderers 0:2 Héctor Robles 45, Ricardo Ormeño 65                                                  |
| 19 maja 2001 | CD Palestino - CD Huachipato 2:0 Dwight Pezzarossi 9, Juan José Ossandón 44                                                  |
| 20 maja 2001 | Club Universidad de Chile - CSD Rangers 1:0 Flavio Maestri 64                                                                |
| 20 maja 2001 | Cobreloa - Puerto Montt 3:1 Paolo Vivar 1, Mauricio Dinamarca 3, Juan Carlos Madrid 76 - Johnny Lillo 38                     |
| 20 maja 2001 | Concepción - CSD Colo-Colo 2:2 Carlos Verdugo 55, Marcos Bautista 89 - José Luis Sierra 35, S. Sebastián Ignacio González 59 |
| 20 maja 2001 | Santiago Morning - CD O’Higgins 4:1 Gustavo Javier Biscayzacú 8, 60, 70, Fernando Patricio Martel 73 - Aníbal González 43    |

### Kolejka 11
| Data           | Mecz |
| -------------- | --- |
| 26 maja 2001   | CD O’Higgins - Club Universidad de Chile 0:2vo Claudio Videla 16 - Moisés Ávila 4, 17, Arílson 34, 37, Pedro González 38k mecz zakończony wynikiem 1:5, zweryfikowany na walkower 0:2 |
| 26 maja 2001   | Puerto Montt - U. Unión San Felipe 1:1 Claudio Lizama 90 - Manuel Abréu 54 |
| 26 maja 2001   | CSD Colo-Colo - Santiago Morning 2:1 Sebastián Ignacio González 7, Sebastián Rozental 41 - Gustavo Javier Biscayzacú 60                                                               |
| 27 maja 2001   | CD Universidad Católica - Unión Española 5:1 Milovan Mirosevic 21, Patricio Ormazábal 37, Mario Núñez 62k, 70, Daniel Pérez 87 - Manuel Neira 89                                      |
| 27 maja 2001   | Audax Italiano - Concepción 0:2 Cristián Montecinos 51, Alexis Garrido 68 |
| 27 maja 2001   | CD Huachipato - Cobreloa 0:0 |
| 27 maja 2001   | Santiago Wanderers - Coquimbo Unido U. 1:1 Joel Antonio Soto 90 - Axel Ahumada 34 |
| 3 czerwca 2001 | CSD Rangers - CD Palestino 2:3 Nelson Garrido 6, Rubén Vallejos 17 - Ariel Segalla 24k, Miguel Ángel Castillo 53, Juan José Ossandón 66                                               |

### Kolejka 12
| Data            | Mecz |
| --------------- | --- |
| 9 czerwca 2001  | Coquimbo Unido - CD Universidad Católica 0:1 José Luis Díaz 86                                                                                      |
| 9 czerwca 2001  | Unión San Felipe - CD Huachipato 3:2 Cristián Leiva 7, Manuel Abréu 45, Marcelo Enrique Corrales 82 - Cristián Uribe 15, Sergio Alejandro Gioino 28 |
| 9 czerwca 2001  | CD Palestino - Club Universidad de Chile 1:4 Ariel Segalla 9k - Pedro González 19, Arílson 60, Cristián Castañeda 67, Rodrigo Barrera 81            |
| 9 czerwca 2001  | Santiago Morning - Audax Italiano 0:3 Mauricio Cataldo 42, Daniel López 52, Juan Martínez 76                                                        |
| 10 czerwca 2001 | CSD Colo-Colo - CD O’Higgins 2:0 Héctor Santiago Tapia 47, S. Sebastián Ignacio González 63                                                         |
| 10 czerwca 2001 | Concepción - Santiago Wanderers 2:0 Carlos Verdugo 53, Cristián Montecinos 69                                                                       |
| 10 czerwca 2001 | Unión Española - Puerto Montt 4:1 Carlos Tapia 32, Manuel Neira 38, Fernando Solís 70, Luis Medina 87 - Francis Ferrero 44                          |
| 10 czerwca 2001 | Cobreloa - CSD Rangers 1:0 Fernando Cornejo 74 |

### Kolejka 13
| Data            | Mecz |
| --------------- | --- |
| 16 czerwca 2001 | Santiago Wanderers - Santiago Morning 3:1 Silvio Fernández 40, 69k, Mario Galleguillos 89 - Gustavo Javier Biscayzacú 82                                  |
| 16 czerwca 2001 | Puerto Montt - Coquimbo Unido 1:1 Juan Quiroga 58k - Cristián Alejandro Gómez 37                                                                          |
| 16 czerwca 2001 | CD O’Higgins - CD Palestino 4:3 José Carrasco 21, Aníbal González 54, Alcidio Fleitas 63, 90 - Ariel Segalla 28, Roberto Bishara 65, Dwight Pezzarossi 85 |
| 16 czerwca 2001 | CD Universidad Católica - Concepción 2:0 Mario Núñez 47, José Luis Díaz 77                                                                                |
| 16 czerwca 2001 | Club Universidad de Chile - Cobreloa 1:1 Pedro González 74 - Nicolás Tagliani 81                                                                          |
| 16 czerwca 2001 | CSD Rangers - Unión San Felipe 2:1 César Muena 40, Julio César Ortellado 66 - Carlos Alberto Bechtholdt 65                                                |
| 16 czerwca 2001 | CD Huachipato - Unión Española 2:2 Manuel López 70, Ricardo Viveros 79 - José Luis Jerez 5, Luis Medina 51                                                |
| 16 czerwca 2001 | Audax Italiano - CSD Colo-Colo 0:3 Héctor Santiago Tapia 22, 50, S. Sebastián Ignacio González 35                                                         |

### Kolejka 14
| Data            | Mecz |
| --------------- | --- |
| 23 czerwca 2001 | Santiago Morning - CD Universidad Católica 2:2 Fernando Patricio Martel 20, Óscar Daza 53 - Mario Núñez 4, Jaime González 72      |
| 23 czerwca 2001 | Concepción - Puerto Montt 3:0 Carlos Verdugo 3, Cristián Montecinos 11, 54                                                        |
| 23 czerwca 2001 | Coquimbo Unido - CD Huachipato 0:3 Mario Vargas 86, 88, 90                                                                        |
| 23 czerwca 2001 | Unión Española - CSD Rangers 2:2 Marcelo Miranda 49, Fernando Solís 61 - Rubén Vallejos 85, Álvaro Tato 90                        |
| 23 czerwca 2001 | Cobreloa - CD Palestino 3:1 Luis Alberto Fuentes 5, Julio César Baldivieso 68k, Mauricio Dinamarca 89 - Adrián Alejandro Rojas 40 |
| 24 czerwca 2001 | CSD Colo-Colo - Santiago Wanderers 1:0 Sebastián Rozental 77                                                                      |
| 24 czerwca 2001 | Audax Italiano - CD O’Higgins 2:1 Cristián Febre 51, Rubén Dundo 58 - Alcidio Fleitas 32                                          |
| 24 czerwca 2001 | Unión San Felipe - Club Universidad de Chile 1:1 Marcelo Enrique Corrales 36 - Arílson 56                                         |

### Kolejka 15
| Data            | Mecz |
| --------------- | --- |
| 30 czerwca 2001 | CD O’Higgins - Cobreloa 1:1 Alcidio Fleitas 30 - Mauricio Dinamarca 4                                              |
| 30 czerwca 2001 | CD Palestino - Unión San Felipe 0:0                                                                                |
| 30 czerwca 2001 | Club Universidad de Chile - Unión Española 4:0 Mauricio Aros 27, Arílson 52, Pedro González 69k, Diego Rivarola 90 |
| 1 lipca 2001    | Santiago Wanderers - Audax Italiano 1:0 Rodrigo Ignacio Valenzuela 11                                              |
| 1 lipca 2001    | CD Huachipato - Concepción 2:2 Luis Ceballos 82k, Sergio Alejandro Gioino 89 - Cristián Montecinos 11, 29          |
| 1 lipca 2001    | CD Universidad Católica - CSD Colo-Colo 1:1 Miguel Ramírez 60 - José Luis Sierra 41                                |
| 1 lipca 2001    | Puerto Montt - Santiago Morning 0:0                                                                                |
| 2 lipca 2001    | CSD Rangers - Coquimbo Unido 3:0 Eduardo Pinto 15, Álvaro Tato 18, Rubén Vallejos 64                               |

### Kolejka 16
| Data            | Mecz |
| --------------- | --- |
| 4 sierpnia 2001 | CD Universidad Católica - Audax Italiano 2:0 Patricio Ormazábal 30, Arturo Norambuena 74                                              |
| 4 sierpnia 2001 | Puerto Montt - CSD Colo-Colo 3:2 Carlos Fuentes 10, Juan José Ribera 52, Juan Quiroga 86k - Héctor Santiago Tapia 69, Carlos Reyes 72 |
| 4 sierpnia 2001 | Club Universidad de Chile - Coquimbo Unido 0:2 Cristián Alejandro Gómez 31, Axel Ahumada 87                                           |
| 4 sierpnia 2001 | Cobreloa - Unión San Felipe 1:0 Juan Carlos Madrid 74                                                                                 |
| 4 sierpnia 2001 | CSD Rangers - Concepción 1:2 Rubén Vallejos 73 - Marcos Bautista 44, Darwin Pérez 60                                                  |
| 4 sierpnia 2001 | CD Huachipato - Santiago Morning 4:1 Sergio Alejandro Gioino 18k, 73, 84, Luis Ceballos 32k - Gustavo Javier Biscayzacú 27            |
| 4 sierpnia 2001 | CD Palestino - Unión Española 2:2 Dwight Pezzarossi 10, Roberto Bishara 39 - Guillermo Beraza 37, Luis Medina 61k                     |
| 4 sierpnia 2001 | Santiago Wanderers - CD O’Higgins 2:1 Mauricio Rojas 33, Jaime Eduardo Riveros 47 - Aníbal González 6                                 |

### Kolejka 17
| Data             | Mecz |
| ---------------- | --- |
| 18 sierpnia 2001 | CSD Colo-Colo - CD Huachipato 2:1 Héctor Santiago Tapia 53, José Luis Sierra 63 - Mauricio Torrico 60                                                                   |
| 18 sierpnia 2001 | CD O’Higgins - Unión San Felipe 4:3 Alcidio Fleitas 24, 78, Marcelo Miranda 68, Pedro Rivera 81k - Cristián Leiva 36, José Omar Fuentes 55, Marcelo Enrique Corrales 69 |
| 18 sierpnia 2001 | Unión Española - Cobreloa 1:1 Luis Medina 89k - Patricio Sebastián Galaz 85                                                                                             |
| 19 sierpnia 2001 | Santiago Wanderers - CD Universidad Católica 1:3 Leonardo Romay 48 - Jaime González 25, Daniel Pérez 30, Arturo Norambuena 62                                           |
| 19 sierpnia 2001 | Coquimbo Unido - CD Palestino 0:0 |
| 19 sierpnia 2001 | Audax Italiano - Puerto Montt 2:0 José Carrasco 55, Luis Díaz 63 |
| 19 sierpnia 2001 | Concepción - Club Universidad de Chile 2:2 Aland Rivera 14, Patricio Almendra 74 - Pedro González 9, Luis Chavarría 63                                                  |
| 19 sierpnia 2001 | Santiago Morning - CSD Rangers 2:1 Óscar Daza 67, 78 - Rubén Vallejos 81k                                                                                               |

### Kolejka 18
| Data             | Mecz |
| ---------------- | --- |
| 25 sierpnia 2001 | CD Universidad Católica - CD O’Higgins 4:0 Arturo Norambuena 42, 65, José Luis Díaz 63, Mario Núñez 69                                                      |
| 25 sierpnia 2001 | Cobreloa - Coquimbo Unido 3:2 Juan Carlos Madrid 23, Fernando Cornejo 59, Rodrigo Antonio Pérez 74 - Axel Ahumada 34k, Ariel Pereira 85                     |
| 25 sierpnia 2001 | CD Palestino - Concepción 1:0 Ariel Segalla 13k |
| 26 sierpnia 2001 | CD Huachipato - Audax Italiano 3:1 Sergio Alejandro Gioino 1, Juan Francisco Viveros 48, Luis Ceballos 53 - Marco Andrés Olea 9                             |
| 26 sierpnia 2001 | Puerto Montt - Santiago Wanderers 3:3 Víctor Oyarzún 11, Richard Zambrano 67, Carlos Fuentes 80 - Silvio Fernández 17, Mauricio Rojas 38, Mauricio Neveu 75 |
| 29 sierpnia 2001 | Club Universidad de Chile - Santiago Morning 0:1 Joel Antonio Reyes 28                                                                                      |
| 31 sierpnia 2001 | Unión San Felipe - Unión Española 3:0 Marcelo Enrique Corrales 55, Miguel Ángel Romero 83, Manuel Abréu 87                                                  |
| 31 sierpnia 2001 | CSD Rangers - CSD Colo-Colo 1:1 Álvaro Tato 85 - Héctor Santiago Tapia 81k                                                                                  |

### Kolejka 19
| Data            | Mecz |
| --------------- | --- |
| 8 września 2001 | Concepción - Cobreloa 0:0 |
| 8 września 2001 | Coquimbo Unido - Unión San Felipe 0:0 |
| 8 września 2001 | CD O’Higgins - Unión Española 1:2 Aníbal González 28 - Matías Guerrero 13, Juan Pablo Úbeda 54                                                      |
| 8 września 2001 | CD Universidad Católica - Puerto Montt 4:0 Milovan Mirosevic 43, Daniel Pérez 67, José Luis Díaz 78, Mario Núñez 89                                 |
| 8 września 2001 | Santiago Morning - CD Palestino 2:3 Fernando López 1s, Gustavo Javier Biscayzacú 20 - Jaime Rubilar 9, Juan José Ossandón 67, Roberto Bishara 90    |
| 9 września 2001 | Santiago Wanderers - CD Huachipato 4:2 Silvio Fernández 12, Darío Scotto 78, Jaime Eduardo Riveros 85, 90 - Héctor Mancilla 6, Iván Campos 83       |
| 9 września 2001 | Audax Italiano - CSD Rangers 2:1 Daniel López 56, Marco Andrés Olea 87 - Julio César Ortellado 69                                                   |
| 9 września 2001 | CSD Colo-Colo - Club Universidad de Chile 2:3 Sebastián Ignacio González, Cristián Castañeda 66s - Diego Rivarola 42, Arílson 68, Carlos Garrido 84 |

### Kolejka 20
| Data             | Mecz |
| ---------------- | --- |
| 15 września 2001 | CD Palestino - CSD Colo-Colo 0:2 Héctor Santiago Tapia 78, Carlos Reyes 81                                                                           |
| 15 września 2001 | Unión San Felipe - Concepción 2:0 Cristián Leiva 1, Manuel Abréu 65                                                                                  |
| 15 września 2001 | CD Huachipato - CD Universidad Católica 1:1 Luis Ceballos 31k - Jaime González 92                                                                    |
| 15 września 2001 | Puerto Montt - CD O’Higgins 0:2 Darío Gálvez 20, Marcelo Miranda 41                                                                                  |
| 16 września 2001 | Unión Española - Coquimbo Unido 1:0 Juan Pablo Úbeda 62                                                                                              |
| 16 września 2001 | CSD Rangers - Santiago Wanderers 1:1 Claudio Rivadero 40 - Darío Scotto 44                                                                           |
| 16 września 2001 | Cobreloa - Santiago Morning 5:0 Rodrigo Antonio Pérez 58, Patricio Sebastián Galaz 63, Nicolás Tagliani 65, Rafael Celedón 77, Mauricio Dinamarca 88 |
| 16 września 2001 | Club Universidad de Chile - Audax Italiano 1:0 Flavio Maestri 89                                                                                     |

### Kolejka 21
| Data             | Mecz |
| ---------------- | --- |
| 22 września 2001 | CSD Colo-Colo - Cobreloa 1:0 Carlos Reyes 45 |
| 22 września 2001 | CD Universidad Católica - CSD Rangers 3:1 Francisco Arrué 22, Arturo Norambuena 29, 52 - Rubén Vallejos 33                                                        |
| 22 września 2001 | Puerto Montt - CD Huachipato 0:3 Aníbal González 8, Miguel Castilla 80, José Contreras 85                                                                         |
| 23 września 2001 | CD O’Higgins - Coquimbo Unido 0:1 Axel Ahumada 74k |
| 23 września 2001 | Audax Italiano - CD Palestino 1:2 Marco Andrés Olea 43 - Nelson Lizana 25, Roberto Castillo 55                                                                    |
| 23 września 2001 | Santiago Wanderers - Club Universidad de Chile 4:1 Alonso Patricio Zúñiga 10, Silvio Fernández 64, 90, Arturo Sanhueza 86 - Flavio Maestri 62                     |
| 23 września 2001 | Concepción - Unión Española 5:2 Juan Carlos Ibáñez 1, Luis Aravena 14, Carlos Verdugo 30, Mauro Donoso 62, Darwin Pérez 72 - Luis Medina 51k, Guillermo Beraza 85 |
| 23 września 2001 | Santiago Morning - Unión San Felipe 1:1 Francisco Cañete 83 - Manuel Abréu 34                                                                                     |

### Kolejka 22
| Data             | Mecz |
| ---------------- | --- |
| 29 września 2001 | Club Universidad de Chile - CD Universidad Católica 0:1 Miguel Ramírez 33k                                                            |
| 29 września 2001 | Coquimbo Unido - Concepción 2:0 Axel Ahumada 3, 57                                                                                    |
| 29 września 2001 | Unión Española - Santiago Morning 0:3 Francisco Cañete 18, Gustavo Javier Biscayzacú 62, 82                                           |
| 30 września 2001 | CD Palestino - Santiago Wanderers 1:2 Roberto Bishara 8 - Jaime Rubilar 6s, Mauricio Rojas 49                                         |
| 30 września 2001 | Cobreloa - Audax Italiano 1:0 Rodrigo Antonio Pérez 82                                                                                |
| 30 września 2001 | CD Huachipato - CD O’Higgins 2:1 Miguel Castilla 52, Rodrigo Millar 87 - Roy González 62                                              |
| 30 września 2001 | CSD Rangers - Puerto Montt 2:0 Rubén Vallejos 1, Óscar Ibarra 84                                                                      |
| 30 września 2001 | Unión San Felipe - CSD Colo-Colo 2:2 Axel Ahumada 5, Miguel Ángel Romero 29 - Héctor Santiago Tapia 25, Sebastián Ignacio González 35 |

### Kolejka 23
| Data                 | Mecz |
| -------------------- | --- |
| 13 października 2001 | Puerto Montt - Club Universidad de Chile 0:2 Arílson 32, Pedro González 34                                                                               |
| 13 października 2001 | CD Universidad Católica - CD Palestino 0:0 |
| 13 października 2001 | CD O’Higgins - Concepción 1:1 Pedro Rivera 5 - Patricio Almendra 47                                                                                      |
| 14 października 2001 | Santiago Morning - Coquimbo Unido 3:1 Gustavo Javier Biscayzacú 7, Óscar Daza 25, Andrés Patricio Oroz 68 - Axel Ahumada 59                              |
| 14 października 2001 | CSD Colo-Colo - Unión Española 5:1 Héctor Santiago Tapia 24k, 37, Carlos Reyes 31, Marcelo Fabián Espina 77, Sebastián Rozental 82 - Juan Pablo Úbeda 21 |
| 14 października 2001 | Audax Italiano - Unión San Felipe 0:2 Marcelo Enrique Corrales 12, 89                                                                                    |
| 14 października 2001 | CD Huachipato - CSD Rangers 2:1 Sergio Alejandro Gioino 36, 49 - César Muena 51k                                                                         |
| 14 października 2001 | Santiago Wanderers - Cobreloa 3:0 Silvio Fernández 23, Luis Alberto Fuentes 81s, 86s                                                                     |

### Kolejka 24
| Data                 | Mecz |
| -------------------- | --- |
| 20 października 2001 | CSD Rangers - CD O’Higgins 2:1 Sergio Malbrán 66, Ramón Tapia 80 - Marcelo Miranda 61                                                      |
| 20 października 2001 | Concepción - Santiago Morning 0:0 |
| 20 października 2001 | Unión Española - Audax Italiano 0:1 José Carrasco 61                                                                                       |
| 20 października 2001 | Cobreloa - CD Universidad Católica 0:1 Pablo Javier Lenci 60                                                                               |
| 20 października 2001 | CD Palestino - Puerto Montt 2:2 Juan José Ossandón 26, Roberto Castillo 88 - Juan Quiroga 21, Eric Lecaros 33                              |
| 20 października 2001 | Unión San Felipe - Santiago Wanderers 1:2 Marcelo Enrique Corrales 56 - Darío Scotto 3, Richard González 85s                               |
| 21 października 2001 | Coquimbo Unido - CSD Colo-Colo 1:3 Ariel Pereyra 91 - David Andrés Henríquez 45, Luis Francisco Guajardo 78, Sebastián Ignacio González 90 |
| 21 października 2001 | Club Universidad de Chile - CD Huachipato 0:0                                                                                              |

### Kolejka 25
| Data                 | Mecz |
| -------------------- | --- |
| 27 października 2001 | CSD Colo-Colo - Concepción 4:0 Gabriel Mendoza 8, Héctor Santiago Tapia 45, 47, Marco Antonio Villaseca 65                               |
| 27 października 2001 | CD O’Higgins - Santiago Morning 2:3 Pedro Rivera 21k, Rodrigo Latorre 73 - Fernando Patricio Martel 25, 85, Gustavo Javier Biscayzacú 48 |
| 27 października 2001 | CSD Rangers - Club Universidad de Chile 0:2 Pedro González 5, Alex Von Schwedler 20                                                      |
| 28 października 2001 | Santiago Wanderers - Unión Española 2:1 Silvio Fernández 33, Joel Antonio Soto 86 - Héctor Aldea 71                                      |
| 28 października 2001 | CD Huachipato - CD Palestino 1:2 Manuel López 86 - Ariel Segalla 10, Dwight Pezzarossi 50                                                |
| 28 października 2001 | Puerto Montt - Cobreloa 1:1 Juan José Ribera 45 - Rafael Celedón 5                                                                       |
| 28 października 2001 | CD Universidad Católica - Unión San Felipe 1:0 Arturo Norambuena 75                                                                      |
| 28 października 2001 | Audax Italiano - Coquimbo Unido 1:0 Marco Andrés Olea 65                                                                                 |

### Kolejka 26
| Data             | Mecz |
| ---------------- | --- |
| 3 listopada 2001 | Coquimbo Unido - Santiago Wanderers 0:1 Joel Antonio Soto 88 |
| 3 listopada 2001 | Unión San Felipe - Puerto Montt 2:2 Víctor González 19, Manuel Abréu 65 - Luis Chavarría 60, Cristián Gutiérrez 68                                                    |
| 3 listopada 2001 | Club Universidad de Chile - CD O’Higgins 3:2 Pedro González 10, Diego Rivarola 12, 25 - Aníbal González 50, Juan Luis Lobos 56                                        |
| 4 listopada 2001 | CD Palestino - CSD Rangers 5:1 Ariel Segalla 27, Nelson Lizana 45, Dwight Pezzarossi 75, 76, Miguel Ángel Castillo 78 - Claudio Rivadero 4                            |
| 4 listopada 2001 | Cobreloa - CD Huachipato 0:3 Miguel Castilla 12, 80, Luis Ceballos 41                                                                                                 |
| 4 listopada 2001 | Santiago Morning - CSD Colo-Colo 3:3 Fernando Patricio Martel 25, Gustavo Javier Biscayzacú 42, 73k - Carlos Reyes 45, José Luis Sierra 51, Héctor Santiago Tapia 85k |
| 4 listopada 2001 | Concepción - Audax Italiano 1:2 Carlos Verdugo 60 - Néstor Contreras 1, César Díaz 79                                                                                 |
| 4 listopada 2001 | Unión Española - CD Universidad Católica 0:1 Patricio Ormazábal 40 |

### Kolejka 27
| Data              | Mecz |
| ----------------- | --- |
| 17 listopada 2001 | CD Universidad Católica - Coquimbo Unido 3:0 Iván César Gabrich 20, Arturo Norambuena 88k, Patricio Ormazábal 90                                       |
| 17 listopada 2001 | CSD Rangers - Cobreloa 2:2 César Muena 38, Óscar Ibarra 72 - Fernando Cornejo 50, Pablo Andrés Abdala 89                                               |
| 17 listopada 2001 | Puerto Montt - Unión Española 2:3 Luis Chavarría 53, Juan Quiroga 76 - Juan Pablo Úbeda 18, Matías Guerrero 49, Guillermo Beraza 54                    |
| 17 listopada 2001 | Club Universidad de Chile - CD Palestino 3:1 Pedro González 14, 71, Mauricio Aros 63 - Dwight Pezzarossi 29                                            |
| 18 listopada 2001 | Santiago Wanderers - Concepción 5:1 Ricardo Ormeño 34, Silvio Fernández 40, Jaime Eduardo Riveros 49, 88, Joel Antonio Soto 78 - Luis Aravena 76       |
| 18 listopada 2001 | CD Huachipato - Unión San Felipe 2:1 Luis Ceballos 38k, Sergio Alejandro Gioino 55 - Richard González 90                                               |
| 18 listopada 2001 | CD O’Higgins - CSD Colo-Colo 4:2 Pedro Rivera 18, Luis Mori 62, Marcelo Miranda 72, Juan Luis Lobos 87 - José Luis Sierra 34, Héctor Santiago Tapia 51 |
| 18 listopada 2001 | Audax Italiano - Santiago Morning 1:1 César Yáñez 43k - Andrés Patricio Oroz 7                                                                         |

### Kolejka 28
| Data              | Mecz |
| ----------------- | --- |
| 24 listopada 2001 | Concepción - CD Universidad Católica 0:4 Iván César Gabrich 28, Miguel Ramírez 70k, 74, Milovan Mirosevic 82                                                  |
| 24 listopada 2001 | CSD Colo-Colo - Audax Italiano 2:1 Carlos Reyes 32, Héctor Santiago Tapia 45 - Marco Andrés Olea 79                                                           |
| 24 listopada 2001 | Unión San Felipe - CSD Rangers 2:2 Víctor González 54, 57 - Claudio Rivadero 83, Eduardo Pinto 90                                                             |
| 24 listopada 2001 | Coquimbo Unido - Puerto Montt 2:2 Ariel Pereyra 65, José González 90 - Cristián Gutiérrez 31, 47                                                              |
| 24 listopada 2001 | CD Palestino - CD O’Higgins 2:2 Dwight Pezzarossi 3, Marcelo Caro 87 - Marcelo Medina 90, Claudio Videla 92                                                   |
| 25 listopada 2001 | Cobreloa - Club Universidad de Chile 0:1 Diego Rivarola 36 |
| 25 listopada 2001 | Santiago Morning - Santiago Wanderers 1:5 Andrés Patricio Oroz 69 - Jaime Eduardo Riveros 3, Ricardo Ormeño 22, Silvio Fernández 45, 65, Moisés Villarroel 49 |
| 25 listopada 2001 | Unión Española - CD Huachipato 2:4 Juan Pablo Úbeda 30, Guillermo Beraza 47 - Miguel Castilla 3, 8, Sergio Alejandro Gioino 42, Juan Francisco Viveros 85     |

### Kolejka 29
| Data           | Mecz |
| -------------- | --- |
| 1 grudnia 2001 | CD Universidad Católica - Santiago Morning 6:3 Iván César Gabrich 14, 49, Arturo Norambuena 17, Milovan Mirosevic 47, Jaime González 85, 92 - Fernando Patricio Martel 22, Francisco Cañete 52, Gustavo Javier Biscayzacú 80 |
| 1 grudnia 2001 | CD Palestino - Cobreloa 1:2 Juan José Ossandón 60 - Patricio Sebastián Galaz 6, Fernando Cornejo 38 |
| 1 grudnia 2001 | Puerto Montt - Concepción 2:0 Luis Chavarría 50, Claudio Muñoz 73 |
| 1 grudnia 2001 | CSD Rangers - Unión Española 1:1 Ramón Tapia 29 - Juan Pablo Úbeda 78 |
| 2 grudnia 2001 | Club Universidad de Chile - Unión San Felipe 2:3 Diego Rivarola 73, 85 - Víctor González 31, 41, Carlos Barraza 67 |
| 2 grudnia 2001 | CD Huachipato - Coquimbo Unido 2:2 Mauricio Torrico 63, Héctor Mancilla 73 - Cristián Alejandro Gómez 41, Axel Ahumada 44 |
| 2 grudnia 2001 | CD O’Higgins - Audax Italiano 1:0 Marcelo Medina 79 |
| 2 grudnia 2001 | Santiago Wanderers - CSD Colo-Colo 1:0 Jaime Eduardo Riveros 8 |

### Kolejka 30
| Data           | Mecz |
| -------------- | --- |
| 7 grudnia 2001 | Coquimbo Unido - CSD Rangers 1:1 Cristián Alejandro Gómez 85 - Eduardo Pinto 39                                                                                        |
| 8 grudnia 2001 | Unión San Felipe - CD Palestino 1:2 Carlos Barraza 87 - Marcelo Caro 50, Miguel Ángel Castillo 75                                                                      |
| 8 grudnia 2001 | Unión Española - Club Universidad de Chile 2:1 Juan Pablo Úbeda 25, Fernando Solís 71 - Arílson 55                                                                     |
| 8 grudnia 2001 | Concepción - CD Huachipato 3:3 Carlos Verdugo 28, 80, Mario Vargas 44 - Ricardo Viveros 16, Luis Ceballos 59k, Miguel Castilla 88                                      |
| 8 grudnia 2001 | Santiago Morning - Puerto Montt 4:1 Joel Antonio Reyes 39, Gustavo Javier Biscayzacú 43k, 49, Maximiliano Zanello 59 - Bruno Pesce 15                                  |
| 8 grudnia 2001 | Cobreloa - CD O’Higgins 2:0 Sergio Núñez 62, Rafael Celedón 74 |
| 9 grudnia 2001 | Audax Italiano - Santiago Wanderers 2:4 César Yáñez 26k, Marco Andrés Olea 29 - Renato Garrido 9, Silvio Fernández 67k, Jaime Eduardo Riveros 74, Joel Antonio Soto 85 |
| 9 grudnia 2001 | CSD Colo-Colo - CD Universidad Católica 4:1 Héctor Santiago Tapia 13, 49k, Marcelo Fabián Espina 60, Mario Cáceres 84 - Miguel Ramírez 41k                             |

### Końcowa tabela sezonu 2001
| Poz | Klub                      | Mecze | Zw | Rem | Por | Pkt | BrZd | BrStr |
| --- | ------------------------- | ----- | -- | --- | --- | --- | ---- | ----- |
| 1   | Santiago Wanderers        | 30    | 20 | 6   | 4   | 66  | 65   | 32    |
| 2   | CD Universidad Católica   | 30    | 18 | 6   | 6   | 60  | 60   | 29    |
| 3   | Club Universidad de Chile | 30    | 17 | 6   | 7   | 57  | 53   | 33    |
| 4   | CSD Colo-Colo             | 30    | 16 | 8   | 6   | 56  | 63   | 37    |
| 5   | Cobreloa                  | 30    | 13 | 9   | 8   | 48  | 39   | 28    |
| 6   | CD Palestino              | 30    | 14 | 6   | 10  | 48  | 44   | 43    |
| 7   | CD Huachipato             | 30    | 12 | 10  | 8   | 46  | 58   | 42    |
| 8   | Unión San Felipe          | 30    | 10 | 10  | 10  | 40  | 45   | 39    |
| 9   | Unión Española            | 30    | 10 | 7   | 13  | 37  | 46   | 63    |
| 10  | Coquimbo Unido            | 30    | 9  | 8   | 13  | 35  | 29   | 39    |
| 11  | Audax Italiano            | 30    | 10 | 2   | 18  | 32  | 27   | 40    |
| 12  | Concepción                | 30    | 8  | 8   | 14  | 32  | 35   | 51    |
| 13  | CSD Rangers               | 30    | 6  | 12  | 12  | 30  | 38   | 46    |
| 14  | Santiago Morning          | 30    | 7  | 7   | 16  | 28  | 47   | 67    |
| 15  | CD O’Higgins              | 30    | 7  | 4   | 19  | 25  | 39   | 64    |
| 16  | Puerto Montt              | 30    | 4  | 9   | 17  | 21  | 31   | 66    |

Do II ligi spadły dwa kluby - CD O’Higgins i Puerto Montt. Na ich miejsce awansował mistrz II ligi, Temuco, oraz wicemistrz II ligi, CD Cobresal.

### Klasyfikacja strzelców bramek 2001
| Gole | Piłkarz                   | Klub                      |
| ---- | ------------------------- | ------------------------- |
| 24   | Héctor Santiago Tapia     | CSD Colo-Colo             |
| 23   | Gustavo Javier Biscayzacú | Santiago Morning          |
| 17   | Silvio Fernández          | Santiago Wanderers        |
| 16   | Sergio Alejandro Gioino   | CD Huachipato             |
| 16   | Marcelo Enrique Corrales  | Unión San Felipe          |
| 15   | Pedro González            | Club Universidad de Chile |
| 14   | Axel Ahumada              | Coquimbo Unido            |
| 13   | Dwight Pezzarossi         | CD Palestino              |
| 13   | Arturo Norambuena         | CD Universidad Católica   |

## Liguilla Pre-Libertadores
Celem turnieju było wyłonienie trzeciego klubu, który miał reprezentować Chile w turnieju Copa Libertadores 2002. W turnieju udział wzięły 4 kluby - trzeci w mistrzostwach Chile oraz najlepsze zespoły w trzech etapach rozgrywek ligowych.
W Copa Libertadores udział zapewniły sobie: mistrz Santiago Wanderers oraz wicemistrz CD Universidad Católica. W turnieju Liguilla wziął udział trzeci w tabeli klub Club Universidad de Chile.
W pierwszym etapie (kolejki 1-10) najlepszym klubem był Universidad de Chile, a drugi Santiago Wanderers, więc do turnieju Liguilla zakwalifikował się trzeci w tym etapie klub CD Palestino.
W drugim etapie (kolejki 11-20) najlepszy był klub Universidad Católica, toteż do turnieju Liguilla zakwalifikował się drugi w tym etapie klub Cobreloa.
W trzecim etapie (kolejki 21-30) najlepszy był klub Santiago Wanderers, drugi był Universidad Católica, więc do turnieju Liguilla zakwalifikował się trzeci w tym etapie klub CD Huachipato.

### 1/2 finału
| CD Palestino - Club Universidad de Chile 1:0 i 1:3 1 11.12 2001 1:0 Ariel Segalla 42 (mecz przerwano w 51 minucie) 1 12.12 2001 dokończenie brakujących 39 minut 2 14.12 2001 0:1 Rodrigo Barrera 19k, 0:2 Rodrigo Barrera 55k, 1:2 Marcelo Caro 58, 1:3 Flavio Maestri 87 |
| CD Huachipato - Cobreloa 3:2 i 0:3 1 11.12 2001 0:1 Fernando Cornejo 30, 0:2 Manuel López 60s, 1:2 Rodrigo David Meléndez 63s, 2:2 Luis Ceballos 67, 3:2 Mauricio Torrico 75 2 14.12 2001 0:1 Juan Carlos Madrid 40, 0:2 Rodrigo Antonio Pérez 53, 0:3 Fernando Cornejo 60 |

### Finał
| Cobreloa - Club Universidad de Chile 4:4 i 2:1 (dog) 1 18.12 2001 1:0 Fernando Cornejo 15k, 1:1 Rodrigo Barrera 41, 2:1 Mauricio Dinamarca 47, 3:1 Adán Vergara 54, 4:1 Patricio Sebastián Galaz 59, 4:2 Pedro González 75, 4:3 Diego Rivarola 78k, 4:4 Rodrigo Antonio Pérez 86s 2 20.12 2001 1:0 Juan Carlos Madrid 45, 1:1 Flavio Maestri 87, 2:1 Fernando Cornejo 107 |

Trzecim klubem reprezentującym Chile w Copa Libertadores w 2002 roku został klub Cobreloa.